# 高橋圭一 (日本文学者)
高橋 圭一（たかはし けいいち、1960年 - ）は、日本の日本文学研究者。大阪大谷大学名誉教授。専門は日本近世文学、特に実録本。

## 来歴
1960年、徳島生まれ。1982年、京都大学文学部文学科卒業、1986年、京都大学大学院文学研究科博士課程中途退学。尾道短期大学専任講師を経て、大谷女子大学（現、大阪大谷大学）文学部教授。2015年～2018年、大阪大谷大学文学部長。2022年、同大学名誉教授。
近世実録研究の開拓者の一人であり、実録本の研究論文集や一般書を初めて公刊した人物である。講談に造詣が深く、旭堂南海と交流が深い。

## 著書
- 『実録研究 筋を通す文学』清文堂出版、2002年11月
- 『大坂城の男たち 近世実録が描く英雄像』岩波書店、2011年2月

### 校注
- 『太平楽府他 江戸狂詩の世界』日野龍夫共編、平凡社東洋文庫、1991年8月
- 『新日本古典文学大系 明治編 30』「三日月」村上浪六著（校訂）、岩波書店、2009年3月
- 『近世実録翻刻集』山本卓共編、近世実録翻刻集刊行会、2013年2月